# 니시노토인 도키요시
니시노토우인 도키요시(일본어: 西洞院 時慶)는 아즈치모모야마 시대부터 에도 시대 초기에 걸쳐 살았던 공가, 가인, 의사이다. 곤다이나곤 아스카이 마사츠나의 손자이다. 안고인 승정 카쿠초의 아들이다. 관위는 종2위 참의이다. 니시노토우인가 26대 당주이다. 호는 쇼오안(松庵)이다.

## 약력
카와바타 스에토미(河鰭季富)의 양자가 되어, 카와바타 킨토라(河鰭公虎)라고 칭했다. 그 후, 숙부인 아스카이 마사하루의 양자가 된 후, 니시노토우인 토키마사의 양자가 되어, 덴쇼 3년 (1575년)에 니시노토우인가의 가독을 상속했다. 코조우즈를 통해 고다이인과 친분이 있었다. 
로쿠죠 아리히로(六条有広)와 함께 일본 최초의 활판인쇄인 게이초 칙판에 종사했다. 게이초 연간 고요제이 천황의 칙허를 얻어, 황폐했던 히라노 신사를 재건했다. 간에이 원년 (1624년) 8월 24일에 출가하여, 법명을 엔쿠(円空)라 칭했다.
간에이 3년 (1626년) 7월 24일, 도쿠가와 히데타다, 이에미츠를 따라 상락한 다테 마사무네가 개최한 향석에, 코노에 노부히로, 이치죠 아키요시 형제 등과 함께, 아들 히라마츠 토키츠네와 초대 받아, 그 "향응향회의 기록"이 일본에서 현존하고 있는 최고(最古)의 향기록으로 남아있다 (개인 소장). 
그의 일기는 『시경기』로 남아 궁중을 비롯해, 무가와 예능에까지 폭 놃은 교제를 보여주고 있다.

## 계보
- 아버지 : 카쿠초 (覚澄) - 아스카이가 안고인 승정
- 어머니 : 미상
- 정실 : 쿠즈오카 켄나카(葛岡玄仲)의 딸
  - 딸 : 니시노토우인 토키코 (? - 1661년) - 고요제이 천황의 후궁. 카데노코지노츠보네(勘解由小路局)
- 측실 : 이에뇨보
  - 장남 : 니시노토우인 토키나오 (1584년 - 1636년)
  - 차남 : 히라마츠 토키츠네 (1599년 - 1654년) - 히라마츠가 선조
- 생모 불명의 자녀
  - 아들 : 젠츄(善忠) - 도후쿠지, 센에켄(善恵軒)
  - 아들 : 닛유(日勇) - 묘덴지
  - 5남 : 나가타니 타다야스(長谷忠康, 1612년 - 1669년) - 나가타니가 선조
  - 6남 : 카타노 토키사다(交野時貞, 1614년 - 1681년) - 카타노가 선조
  - 딸 : 만(万) - 난부 토시나오의 양녀
  - 딸 : 츄카몬인의 뇨보
  - 딸 : 신죠토몬인의 신츄나곤노츠보네(新中納言局)
  - 딸 : 니시노토우인 이쿠코(行子, 이와이노츠보네(石井局), ? - 1678년) - 도후쿠몬인의 죠로. 센지노츠보네 (宣旨局), 이와이가 창설
  - 딸 : 아네가코지 킨카게의 아내